# Gasthaus Fränkischer Hof

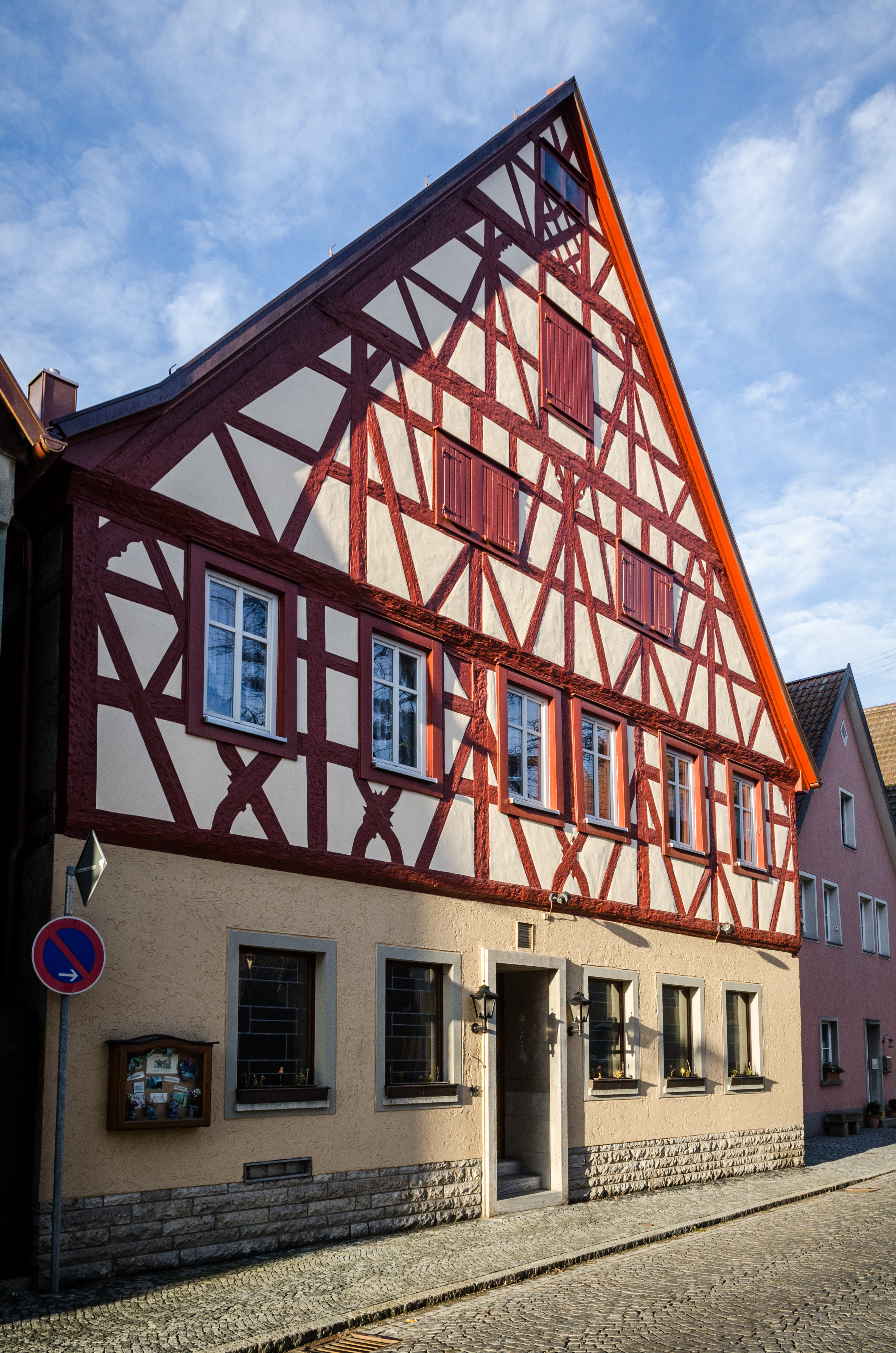
Ehemaliges Gasthaus Fränkischer Hof in Frickenhausen am Main

Das Gasthaus Fränkischer Hof in Frickenhausen am Main, einer Marktgemeinde im unterfränkischen Landkreis Würzburg in Bayern, wurde im 17. Jahrhundert errichtet. Das ehemalige Gasthaus an der Hauptstraße 16 ist ein geschütztes Baudenkmal.
Der zweigeschossige Satteldachbau hat ein Fachwerkobergeschoss, das mit Mannfiguren und Andreaskreuzen geschmückt ist. Die Fenster im Erdgeschoss und der Hauseingang haben eine Sandsteinrahmung. 
Das Haus wurde in den 2000er Jahren umfassend renoviert.